# Autoridade Internacional dos Fundos Marinhos
A Autoridade Internacional dos Fundos Marinhos (ISA) é uma Organização intergovernamental estabelecida pelo Acordo 1982 da Convenção das Nações Unidas sobre o Direito do Mar (CNUDM) e pelo Acordo de Implementação 1994. A Autoridade é composta por 167 estados membros e a União Europeia.
É através da ISA que os Estados Partes da CNUDM organizam e controlam todas as atividades relacionadas aos recursos minerais na área internacional do fundo do mar, conhecida também como “a Área”, para o benefício da humanidade como um todo. A Autoridade tem o mandato de garantir a proteção efetiva do ambiente marinho contra efeitos nocivos que possam surgir de atividades relacionadas ao fundo do mar.

## Estrutura

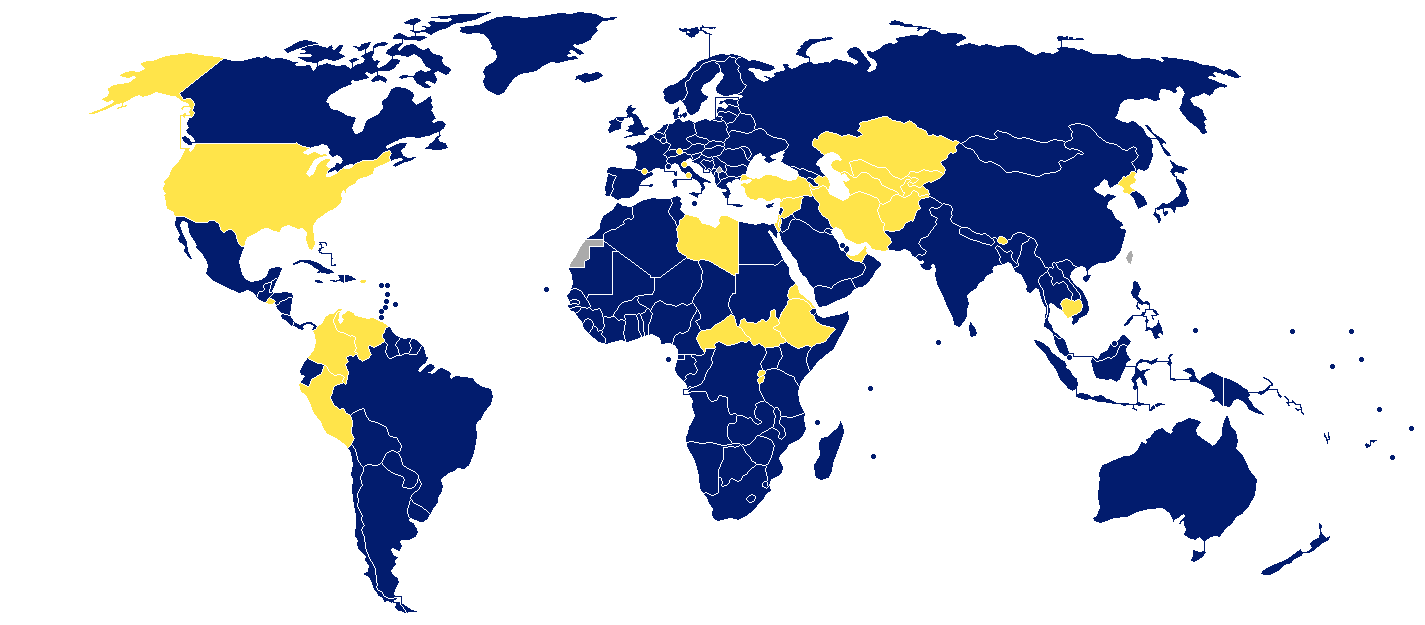
Estados membros (azul) e Observadores (amarelo) da Autoridade Internacional dos Fundos Marinhos. Observação: a União Europeia também é membro da autoridade.

Os órgãos principais que estabelecem as políticas e governam o trabalho da ISA são: a Assembleia, onde todos os 168 membros estão representados; e o Conselho de 37 membros eleitos pela Assembleia. O Conselho tem dois órgãos consultivos, a Comissão Jurídica e Técnica (30 membros) que assessora o Conselho em todos os assuntos relacionados à exploração e explotação de recursos marinhos não vivos, como nódulos polimetálicos, sulfetos polimetálicos e crostas de ferromanganês ricas em cobalto, e o Comitê de Finanças (15 membros) que trata de assuntos orçamentários e correlatos.

#### Assembleia
A Assembleia da ISA é o "órgão supremo" da Organização, composto por todos os membros da ISA, e com poderes para estabelecer as políticas gerais. Todas as Partes da Convenção das Nações Unidas sobre o Direito do Mar (CNUDM) são automaticamente membros da ISA, que compreende 167 Estados e a União Europeia.
A Assembleia também possui como atribuição:
- Elege os membros do Conselho e demais órgãos, bem como o Secretário-Geral, que dirige o Secretariado;
- Estabelece os orçamentos bienais da ISA, bem como as taxas pelas quais os membros contribuem para o orçamento, com base na escala de avaliação estabelecida pela Organização das Nações Unidas para as atividades desse órgão;
- Aprovar (após a aprovação pelo Conselho) as regras, regulamentos e procedimentos que a ISA venha a estabelecer de tempos em tempos no que tange à prospecção, exploração e explotação da Área;
- Examina os relatórios de outros órgãos, nomeadamente o relatório anual do Secretário-Geral sobre o trabalho do ISA.

#### Conselho
O Conselho é composto por 36 membros eleitos pela Assembleia em grupos que obedecem a critérios de consumo de minerais, investimentos, exportação, interesses especiais e distribuição equitativa.

## Mineração
Em junho de 2021, o presidente de Nauru destacou a urgência de finalizar os regulamentos para mineração em águas internacionais à Autoridade Internacional dos Fundos Marinhos. O pedido de Nauru desencadeou uma "regra de 2 anos" que obriga a Autoridade Internacional dos Fundos Marinhos a finalizar as regras até meados de 2023 ou aceitar pedidos de exploração na ausência de diretrizes formais, deixando muitas questões sobre os efeitos a longo prazo da mineração do fundo do mar sem solução.